# عزلة التربة

تعديل مصدري - تعديل

عزلة التربة هي إحدى عزل مديرية الشمايتين في محافظة تعز اليمنية ويبلغ تعداد سكانها 10241 نسمة حسب التعداد السكاني في اليمن لعام 2004.